# Waldems
Waldems is een gemeente in de Duitse deelstaat Hessen, en maakt deel uit van de Rheingau-Taunus-Kreis.
Waldems telt 5.073 inwoners.

## Plaatsen in de gemeente Waldems
- Bermbach
- Esch
- Niederems (met Reinborn)
- Reichenbach
- Steinfischbach

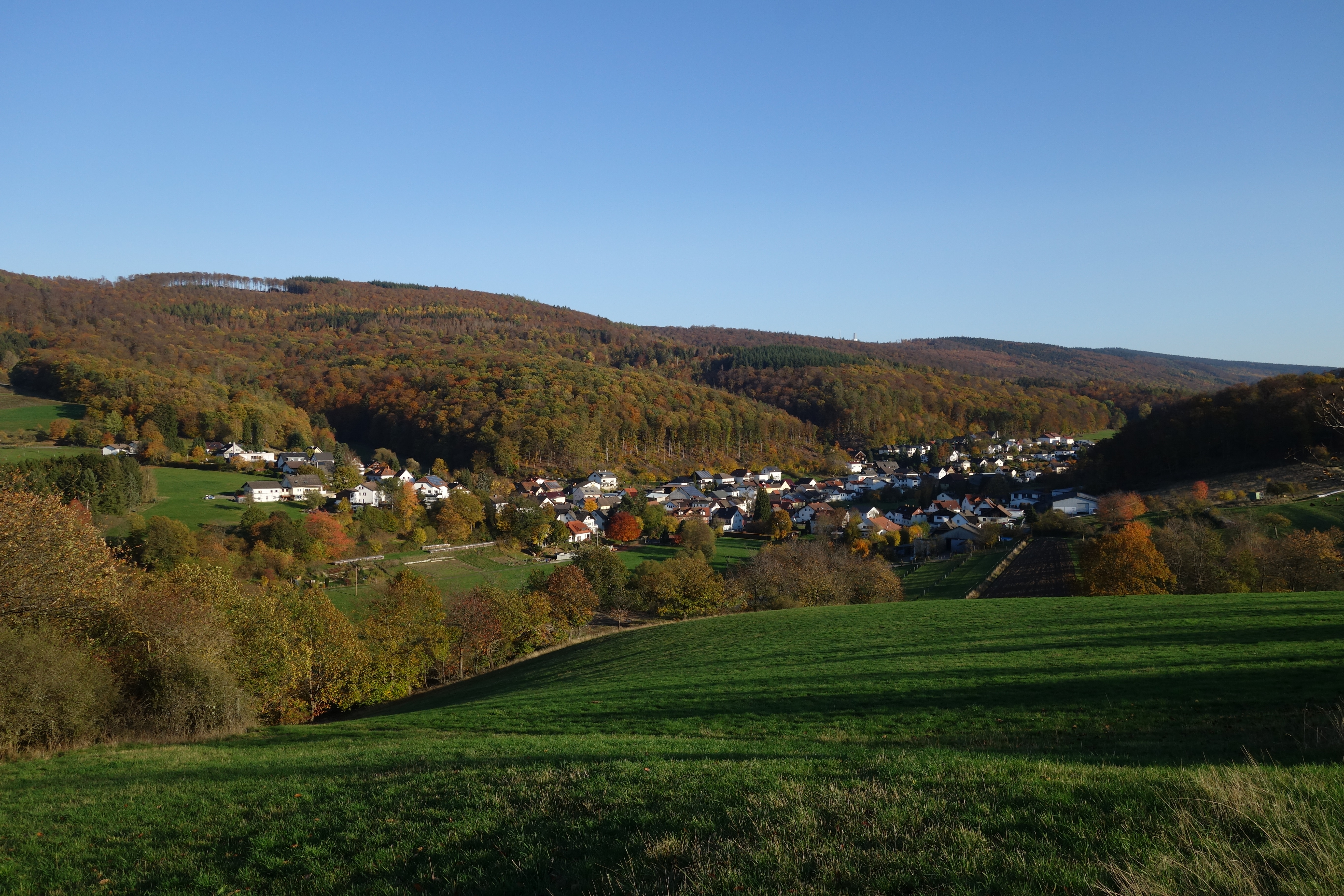
Wüstems
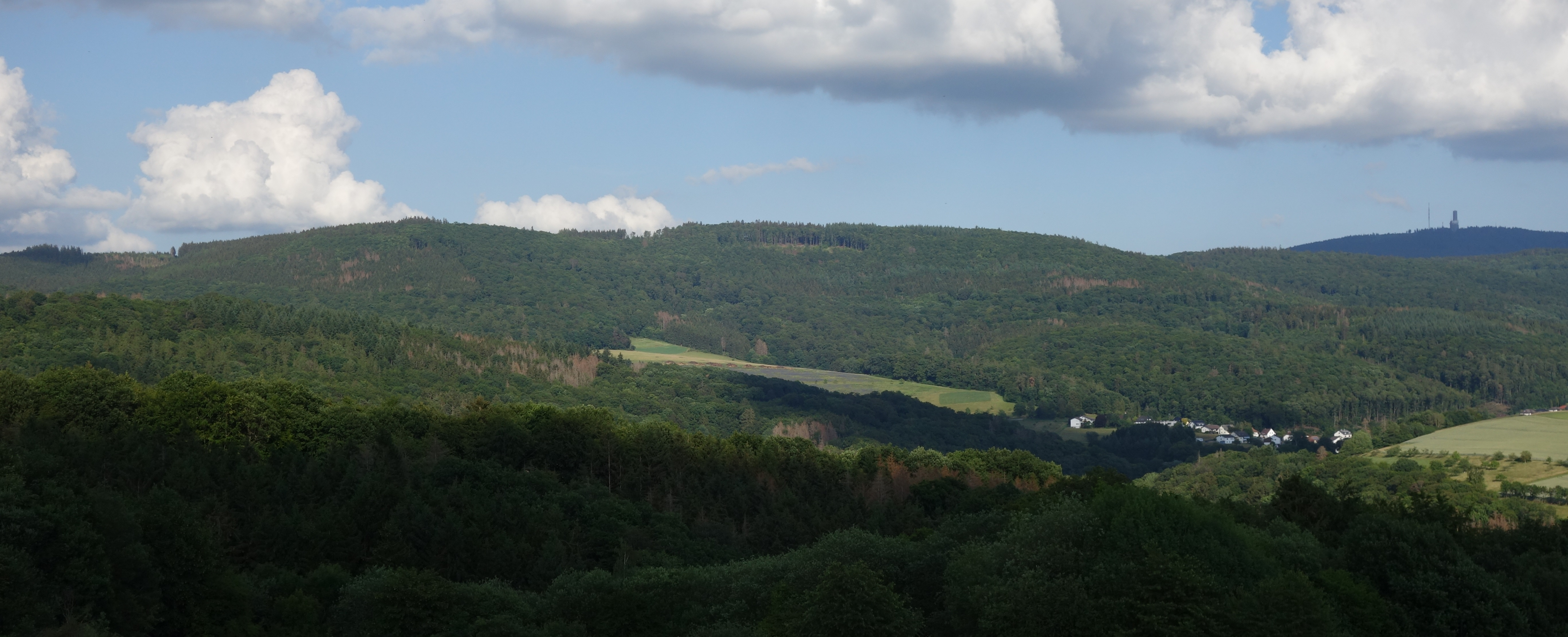
Met 629,3 meter is de berg Windhain boven Wüstems het hoogste punt in het district Rheingau-Taunus-Kreis.
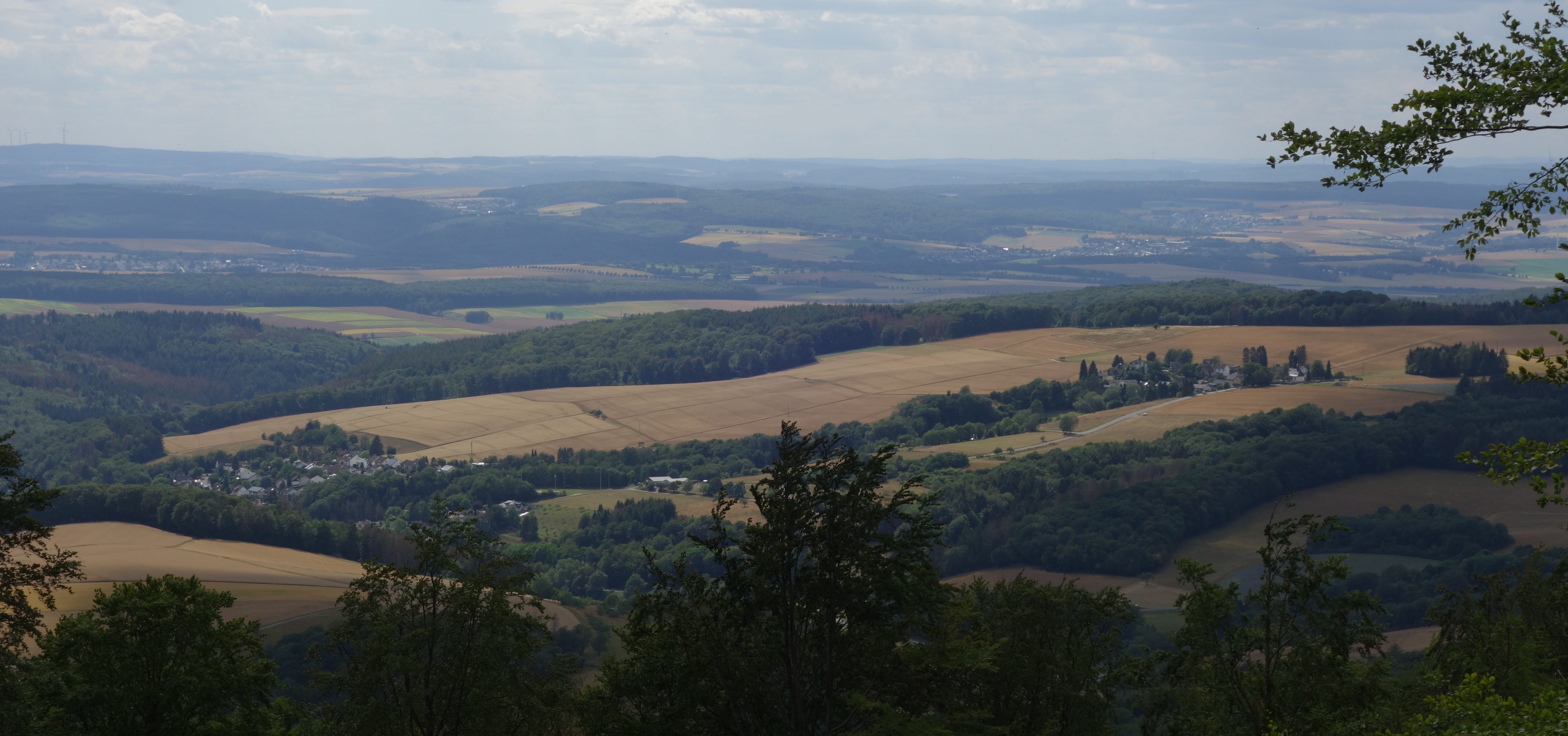
Niederems (links) en Reinborn (rechts), gezien vanaf de berg Windhain

- Wüstems
- Met 629,3 meter is de berg Windhain boven Wüstems het hoogste punt in het district Rheingau-Taunus-Kreis.
- Niederems (links) en Reinborn (rechts), gezien vanaf de berg Windhain

Aarbergen ·
Bad Schwalbach ·
Eltville am Rhein ·
Geisenheim ·
Heidenrod ·
Hohenstein ·
Hünstetten ·
Idstein ·
Kiedrich ·
Lorch ·
Niedernhausen ·
Oestrich-Winkel ·
Rüdesheim am Rhein ·
Schlangenbad ·
Taunusstein ·
Waldems ·
Walluf